# Ново-Дивеевский монастырь
Ново-Дивеевский монастырь (также Ново-Дивеево или Новое Дивеево, англ. Novo-Diveyevo Convent) — ставропигиальный женский монастырь Русской православной церкви заграницей, расположенный в поселении Нануэт, в 30 км к северу от Манхэттена.
Монастырь основан в начале 1950-х годов протопресвитером Адрианом Рымаренко (впоследствии архиепископом Андреем), учеником последних оптинских старцев — преподобных Анатолия и Нектария.
При монастыре действуют дом для престарелых и кладбище.

## История
В 1949 году в США из Германии прибыл известный православный священник — протопресвитер Адриан Рымаренко с своей церковной общиной. Они поселились в округе Роклэнд. Без средств, без знания английского языка, без постоянной помощи началась их жизнь в Новом Свете. С самого начала протоиерей Адриан поставил цель основать монастырь с православным кладбищем, домом для престарелых и госпиталем.
Первоначально помещения для православной общины выделил йог Пьер Бернар (англ.) из Верхнего Наяка. Из картона был сделан иконостас. На стене висел один-единственный большой образ — портрет преподобного Серафима. Вскоре к протопресвитеру Адриану стали стекаться люди.
Через некоторое время протопресвитер Адриан узнал, что в соседнем городке Спринг-Вэлли находилась пустовавшая несколько лет усадьба католического монастыря, причём католики готовы были отдать её за 30 тысяч долларов, с условием, что покупатель не создаст на приобретённом участке ничего такого, что нарушило бы святость бывшего монастыря.
К началу 1950-х годов бывший католический храм уже не мог вмещать множество приходящего народа и 1 августа 1953 года митрополитом Анастасием (Грибановским) в сослужении с архиепископом Северо-Американским и Канадским Виталием (Максименко) и епископом Флоридским Никоном (Рклицким) был заложен новый храм во имя преподобного Серафима Саровского. Главным архитектором выступил протодиакон Корнилий Чигринов, маляр по специальности. Расписывал храм полунищий эмигрант — художник Николай Александрович Папков, «за крышу над головой и чашку супа». По его же чертежам сооружены иконостас и паникадило.
На 1960-е — 1970-е годы пришёлся расцвет обители. Монахини и послушницы, число которых доходило до 50, исполняли церковные послушания и ухаживали за престарелыми. Сёстры собирались из разных стран, в том числе из Китая.
В мае 1982 года было завершено строительство второго корпуса дома для престарелых, спланированного ещё при жизни архиепископа Андрея.
7 июня 2015 года епископ Манхеттенский Николай (Ольховский) освятил после ремонта зал приёмов.

## Святыни
В монастырской церкви Успения Богородицы хранится вывезенная из Серафимо-Дивеевского монастыря икона Серафима Саровского, перед которой в 1903 году (во время общецерковного прославления святого) молилась царская семья. В 1920-х годах, после закрытия Серафимо-Дивееского монастыря, икона была вывезена в Киев (в Набережно-Никольский храм, а в 1943 году — в Покровский храм на Подоле). При отступлении немцев из Киева образ был перевезён в Лодзь, откуда вскоре попал сначала в Берлин, а затем в США.
В другом монастырском храме — преподобного Серафима Саровского — находятся икона Владимирской Божией Матери из Оптиной пустыни (дар преподобных оптинских старцев Анатолия и Нектария Киеву) и крест из Ипатьевского дома в Екатеринбурге.
Также в обители хранятся два образа Спасителя, принадлежавшие Николаю II и находившиеся с царской семьей в Тобольске и Екатеринбурге.

## Кладбище
В Ново-Дивееве располагается крупнейшее в США русское православное кладбище. Здесь похоронено около 9000 человек. В том числе здесь похоронен архиепископ Андрей (Рымаренко), основатель Ново-Дивеевского монастыря и кладбища при нём.

## Настоятельницы
- игуменья Нонна (Рузская) (? — 14 ноября 1992)
- игуменья Ирина (Алексеева) (1992 — 8 января 2014)[6]
- игуменья Макария (Фадина), возведена в сан в 2016 году

## Галерея

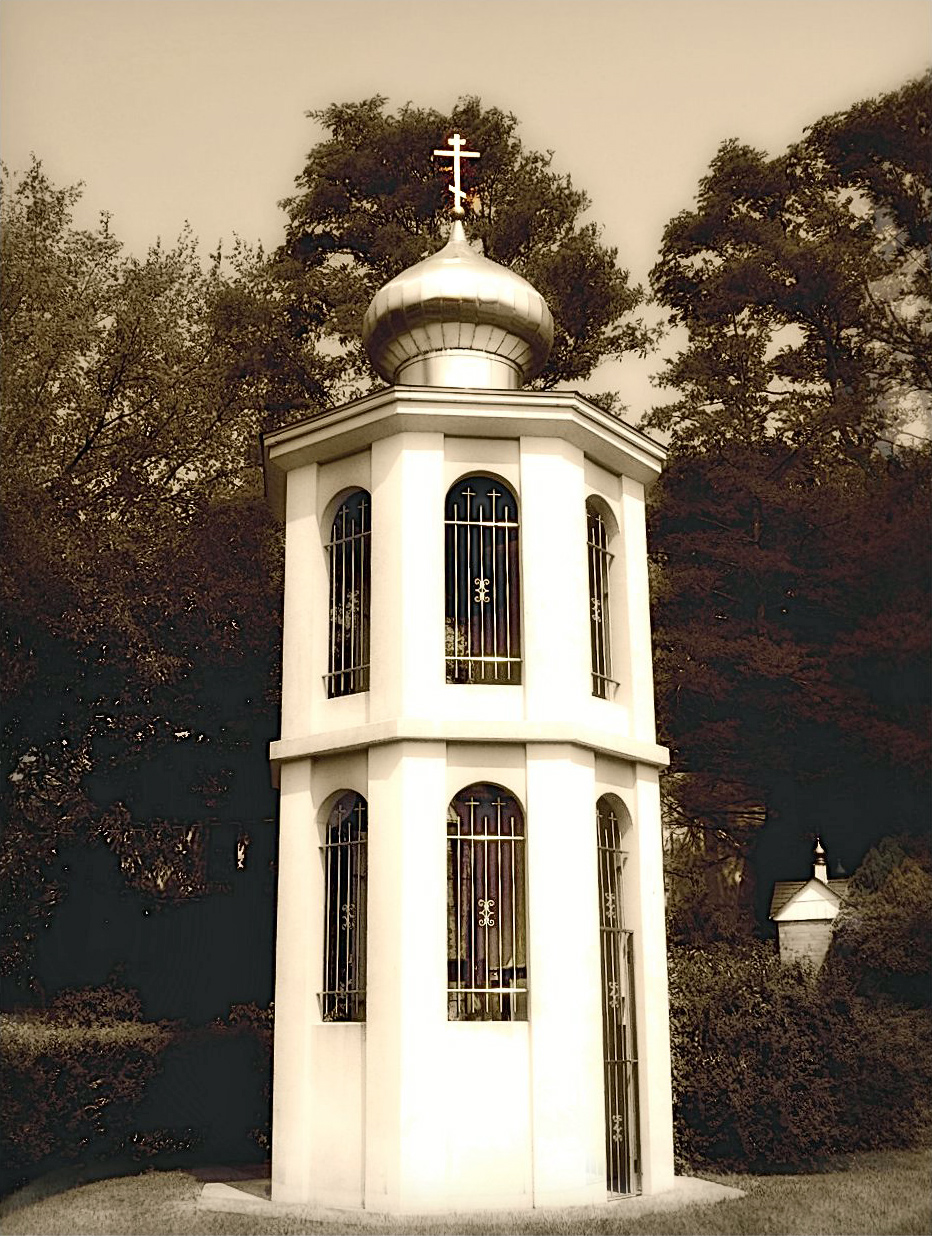
Колокольня Новодивеевского монастыря
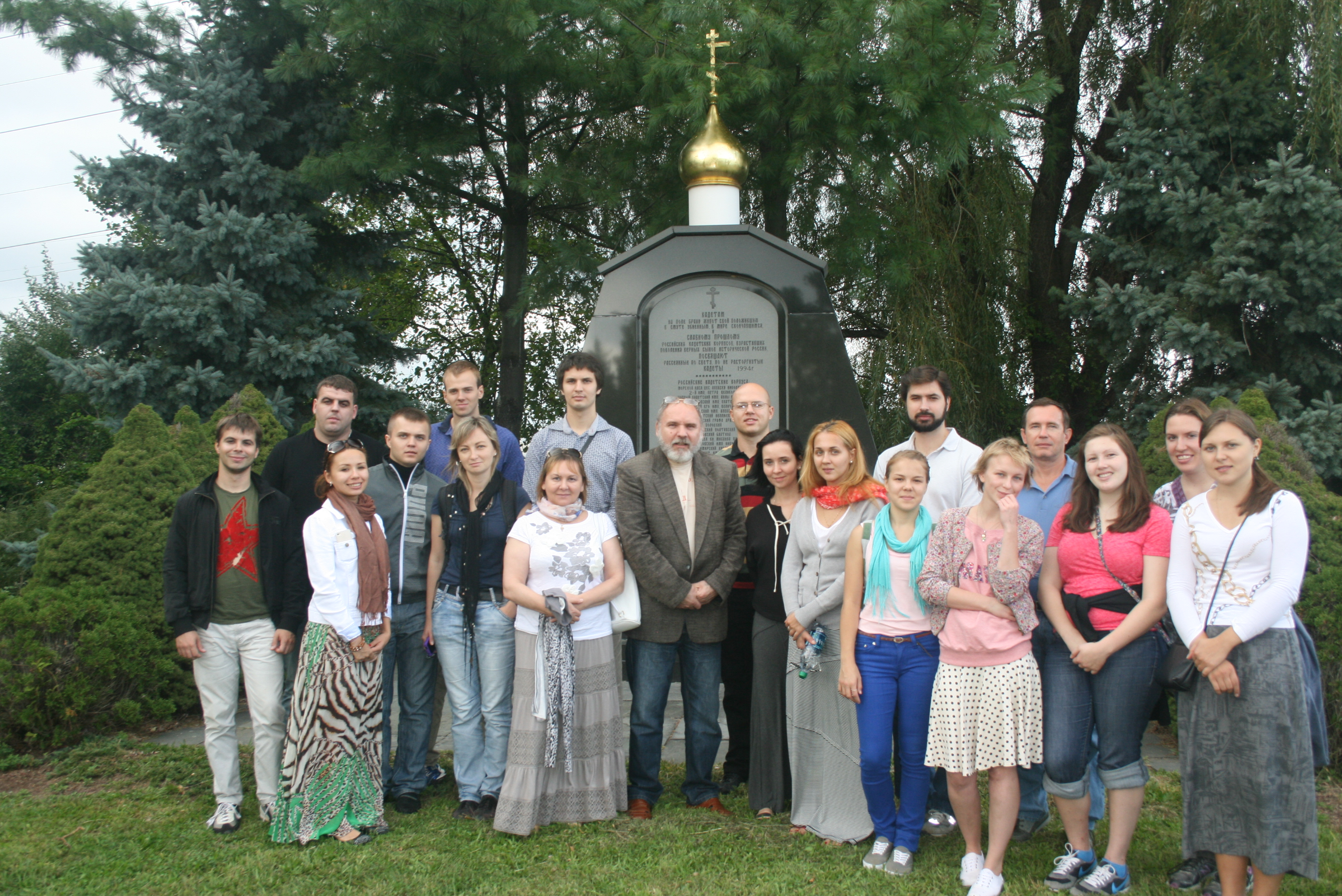
Студенты нью-йоркских университетов в Ново-Дивеевском монастыре
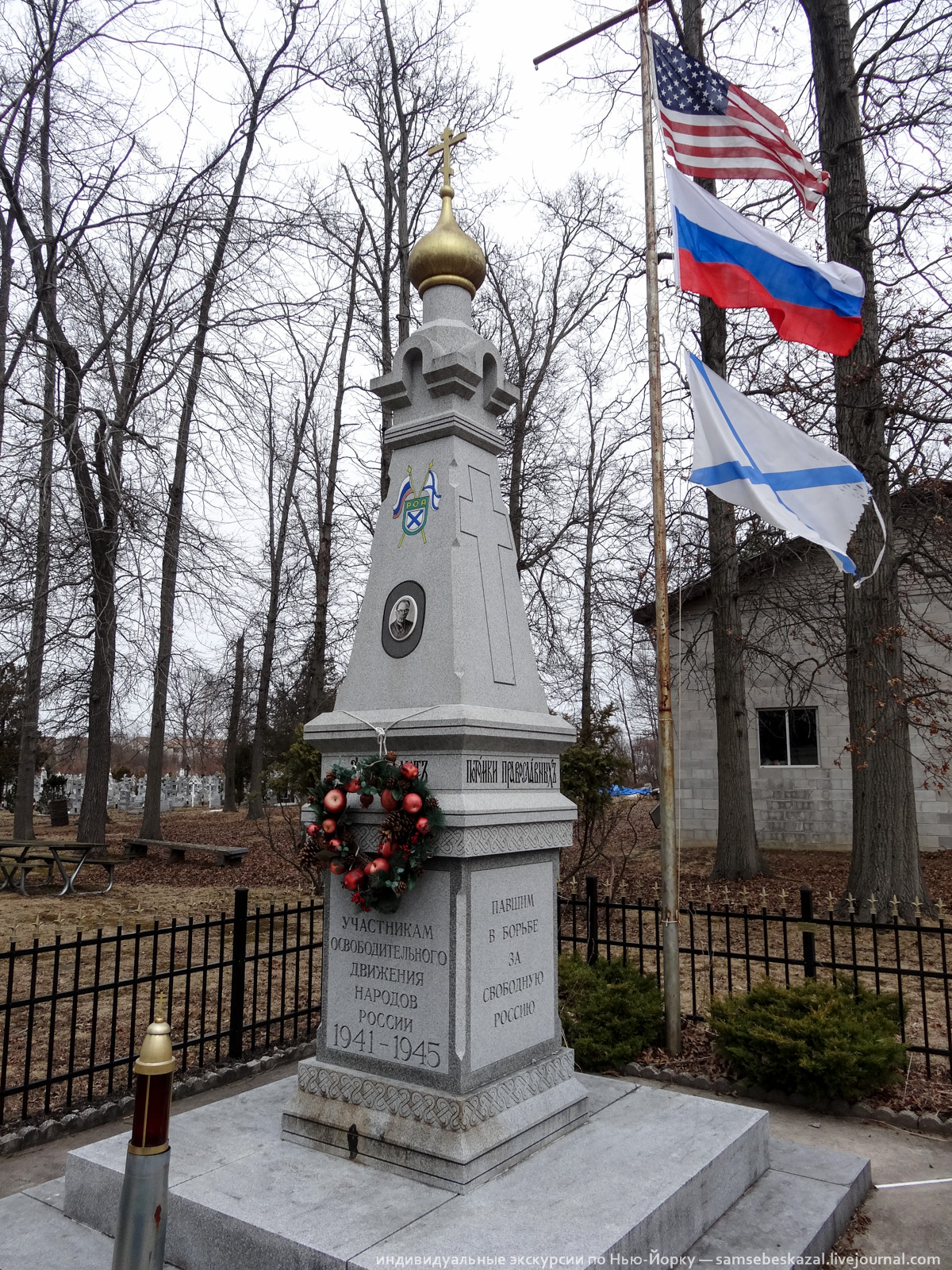
Памятник Русской освободительной армии